# Копіна (Парчівський повіт)
Копіна (пол. Kopina) — село в Польщі, у гміні Мілянув Парчівського повіту Люблінського воєводства. Населення — 381 особа (2011).

## Історія
У часи входження до складу Російської імперії належало до Радинського повіту Сідлецької губернії.
За даними етнографічної експедиції 1869—1870 років під керівництвом Павла Чубинського, у селі переважно проживали польськомовні римо-католики, меншою мірою — греко-католики, які також розмовляли польською.
У 1975—1998 роках село належало до Білопідляського воєводства.

## Демографія
Демографічна структура станом на 31 березня 2011 року:
|          | Загалом | Допрацездатний вік | Працездатний вік | Постпрацездатний вік |
| -------- | ------- | ------------------ | ---------------- | -------------------- |
| Чоловіки | 197     | 38                 | 134              | 25                   |
| Жінки    | 184     | 35                 | 95               | 54                   |
| Разом    | 381     | 73                 | 229              | 79                   |